# 厚叶秋海棠
厚叶秋海棠（学名：Begonia dryadis）为秋海棠科秋海棠属的植物，是中国的特有植物。分布在中国大陆的云南等地，生长于海拔600米至1,200米的地区，一般生长在杂木林下沟谷以及山沟密林下溪边，目前已由人工引种栽培。